# Gare de Courcelles-Centre
Pour les articles homonymes, voir Gare de Courcelles.
La gare de Courcelles-Centre est une ancienne gare ferroviaire belge de la ligne 112A, de Piéton à Roux située sur le territoire de la commune de Courcelles, dans la province de Hainaut en Région wallonne. Elle est fermée aux voyageurs depuis 1984.

## Situation ferroviaire
La gare de Courcelles-Centre était située au point kilométrique (PK) 8.0 de la ligne 112A, de Piéton à Roux entre la gare de Trazegnies et le point d'arrêt de Wilbeauroux. Elle constituait également le PK 2.9 de la ligne industrielle 266, de Monceau à la fosse Périer (fosse 6). La ligne 112A est parfois considérée comme une section de la ligne 121, de Lambusart à Y Wilbeauroux.

## Histoire
Depuis 1843, les Chemins de fer de l'État belge exploitent une gare ferroviaire à Courcelles sur la ligne de Braine-le-Comte à Charleroi et Namur. Cette gare, d'abord appelée gare de Gosselies a été rebaptisée Courcelles-Motte lors de la création des gares de Gosselies et Courcelles-Centre dans les années 1870.
La section de Trazegnies à Courcelles-Centre de la ligne de ceinture de Charleroi, dont la construction a été concédée à la Compagnie des chemins de fer des bassins houillers du Hainaut, est mise en service le 1er janvier 1873. Le 23 mai 1875, la gare de Courcelles-Centre cesse d'être une station en impasse avec l'ouverture de la section de Courcelles-Centre à Wilbeauroux et Roux. À partir de 1880, la fin des travaux de l'actuelle ligne 121 permet aux trains d'atteindre Jumet et Lambusart.
Une ligne industrielle, numérotée 266 par la SNCB, a été construite[Quand ?] pour desservir une série de puits charbonniers. Fermée en 1992, elle reliait la gare de triage de Monceau à celle de Courcelles-Centre avant de desservir la fosse 6 (puits Périer) de la Société des charbonnages du nord de Charleroi.
La section de Wilbeauroux à Jumet de la ligne 121 est désaffectée dès 1947. Le trafic voyageurs de la ligne 112A se maintient jusqu'au 3 juin 1984. La section Courcelles-Centre - Trazegnies - Piéton reste utilisée par les trains de marchandises jusqu'au 27 septembre 1987. La gare de Courcelles-Centre est finalement déclassée avec la section de Roux et la ligne 266, en 1992. Les rails sont démontés en 2004 ou en 1995.
À l'emplacement de la gare démolie se trouvent un centre funéraire, des commerces et garages. Un RAVeL a depuis été créé sur l'ancienne ligne 112A.

## Patrimoine ferroviaire
Le bâtiment des recettes de la gare de Courcelles-Centre appartient au plan type 1873, modèle standard pour les gares construites par diverses sociétés privées pour le compte des Chemins de fer de l'État belge. De nombreuses gares de ce type se trouvaient sur la ceinture ferroviaire de Charleroi (celle de Trazegnies, construite avant le démantèlement de la Société générale d’exploitation, est différente.
L'aile principale, disposée à gauche du corps de logis, possède quatre travées côté voies et trois côté rue avec un porche saillant en son centre. Il possédait encore sa marquise de quai peu avant la démolition.
Plusieurs maisons de garde barrière, de type standard État belge, se trouvent sur la ligne 266.